# Amtqelisjön
Amtqelisjön (georgiska: ამტყელის ტბა, Amtqelis tba), eller bara Amtqeli (ამტყელი), är en sjö i Georgien. Den genomflyts av floden Amtqeli och ligger i den nordvästra delen av landet, i den autonoma republiken Abchazien. Amtqelisjön ligger omkring 500 meter över havet. Arean är 0,58 kvadratkilometer.